# Harakers landskommun
Harakers landskommun var en kommun i Västmanlands län.

## Administrativ historik
Kommunen bildades 1863 i Harakers socken i Norrbo härad i Västmanland.
Vid kommunreformen 1952 inkorporerades kommunen i Skultuna landskommun.

## Politik

### Mandatfördelning i Harakers landskommun 1938-1946
| 11 | 6 | 1 | 2 |

| 19 |

| 11 | 9 |

| 19 |

| 10 | 5 | 5 |

| 20 |